# 오토마리군
오토마리군(일본어: 大泊郡)는 일본이 지배하던 시기의 사할린에 있던 군이다. 법적으로는 1949년 6월 1일, 국가 행정 조직법 시행에 따라 폐지되었다. 다음의 1개의 정, 6개의 촌을 포함한다.
- 오도마리 정
- 지토세 촌
- 후카미 촌
- 나가하마 촌
- 도부치 촌
- 도무나이 촌
- 시레토코 촌